# SIR - Società Italiana Resine
La SIR, acronimo di Società Italiana Resine, conosciuta in Sardegna come Sarda Industria Resine, è stata un'azienda italiana operante nel settore della chimica industriale.

## Storia

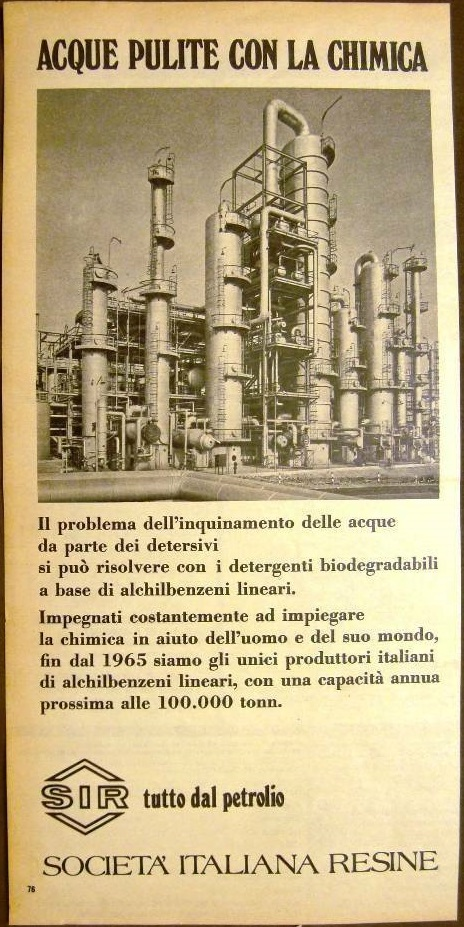
Pubblicità della SIR negli anni settanta

Negli anni trenta, per prima in Italia, avviò la produzione di polveri da stampaggio fenoliche e poi di resine fenoliche, estendendo successivamente la produzione alle resine per vernici.
Nel 1948 ne divenne proprietario Angelo Rovelli.
Nel dopoguerra la società era considerata una delle più importanti industrie chimiche d'Europa; nel 1967 rilevò le quote di maggioranza della Rumianca S.p.A., costituendo così, da azionista principale, il gruppo SIR-Rumianca che, dopo Montedison, era il più importante gruppo chimico italiano.
La società fruiva di ampi finanziamenti da parte delle banche pubbliche sulla base del fatto che gli investimenti della SIR (in particolare l'apertura di stabilimenti nel Mezzogiorno e in Sardegna) ottenevano un parere del governo italiano di conformità alla propria politica industriale: questo parere veniva considerato come una vera e propria garanzia. Tale politica portò ad aprire troppi stabilimenti e perciò causò insieme un eccesso di capacità produttiva e un forte indebitamento.
La crisi petrolifera del 1973 determinò l'aumento del costo della materia prima e, d'altra parte, dell'inflazione, con conseguente incremento dei tassi e perciò dei costi. Ne derivò per la SIR uno stato di crisi e di pesante indebitamento che si trascinò per alcuni anni, fino a che nel 1981 fu costituito il Consorzio Bancario CBS, formato dalle banche creditrici, per risanare la società. Il tentativo fallì, ed il gruppo, dopo essere stato messo in liquidazione, venne ceduto all'Eni.

## Liquidazione
(Angelo Rovelli in risposta ai giornalisti dopo la liquidazione)
All'epoca era un gruppo formato da 163 società, di cui 47 estere, con 3.681 miliardi di lire in perdita (circa 1.9 miliardi di euro) e debiti insoluti per 2.683 miliardi di lire, per un totale di 16.000 dipendenti, tra diretti e indiretti.
La liquidazione, esempio di lavoro trasparente ed efficace, fu gestita dal Comitato per l'intervento nella SIR e in settori di alta tecnologia, presso il Ministero delle partecipazioni statali, con un fondo iniziale di 419 miliardi di lire.
In seguito alla cessione delle società del gruppo all'ENI e Montedison, il Comitato si ritrovò 600 miliardi di lire in cassa, assorbiti dalla Tesoreria di Stato.

### MicroElettronica Italiana
Tuttavia, nel 1993 al Comitato SIR venne affidata la liquidazione di REL (Ristrutturazione Elettronica S.p.A.), con il primo governo Amato che decise anche di utilizzare 400 miliardi dei succitati 600, per la ricapitalizzazione di SGS-Thomson Microelectronics (STM), allora oberata da bilanci negativi: insieme a IRI, il Comitato costituì MicroElettronica Italiana S.r.l.(MEI), azionista di STM al 50%.
Questo investimento fu molto proficuo, in quanto nel 1998 MEI ridusse la propria presenza in STM con un incasso di 660 miliardi di lire, a cui aggiungere i cospicui dividendi distribuiti negli anni precedenti. Nel 1999 MEI passa a titolo gratuito al Ministero del Tesoro.
Nel 2010, con Legge 122/10, il Comitato per l'intervento nella Sir e in settori ad alta tecnologia viene soppresso: la sua disponibilità liquida, pari a 240 milioni circa, è destinata al Bilancio dello Stato (200 milioni) e a Ligestra Tre S.r.l., società di Fintecna che eredita anche tutte le altre passività ed attività del Comitato.